# Jia Zongyang
Jia Zongyang, född den 1 mars 1981 i Fushun, Kina, är en kinesisk freestyleåkare.
Han tog OS-brons i herrarnas hopp i samband med de olympiska freestyletävlingarna 2014 i Sotji.